# إنجيبورغ كوك
إنجيبورغ كوك (بالنرويجية البوكمول: Ingeborg Cook)‏ هي مغنية وممثلة نرويجية، ولدت في 13 مايو 1915 في تكساس في الولايات المتحدة، وتوفيت في 27 ديسمبر 2003.

## وصلات خارجية
- إنجيبورغ كوك على موقع IMDb (الإنجليزية)
- إنجيبورغ كوك على موقع قاعدة بيانات الأفلام السويدية (السويدية)
- إنجيبورغ كوك على موقع قاعدة بيانات الفيلم (الإنجليزية)
- إنجيبورغ كوك على موقع كينوبويسك (الروسية)